# 谢杏芳
谢杏芳（1981年9月8日—），广东广州人，祖籍廣東新興縣，中国退役女子羽毛球运动员。在效力中國羽毛球國家隊的11年間，曾八次贏得世界冠軍頭銜。她的丈夫是其國家隊的隊友、男單頭號球手林丹。

## 羽毛球生涯
1988年，7歲的謝杏芳入讀广州市体育运动学校，跟隨教練涂棚芳練習羽毛球。她在14歲時（1995年）首度入選廣州羽毛球隊，1997年11月便被國家青年隊徵召，一年後更成為國家二隊成員。1998年，謝杏芳代表國家隊出戰世界青年羽毛球錦標賽，與同是來自廣州的张洁雯合作贏得女雙冠軍。

### 嶄露頭角
1999年，國家隊为訓練新人，派出当时只有18歲的谢杏芳出戰香港羽毛球公开赛，這亦是她入選國家隊後首次參加公开赛。決賽中，她以2比0擊敗了中国香港的凌婉婷，贏得個人第一个公开赛的冠军。2000年，谢杏芳獲提升至國家一隊，也增加了出外比賽的機會；年內，她便於亞洲羽毛球錦標賽贏得女單賽事冠軍。
2002年，謝杏芳分別於中國、丹麥、新加坡與馬來西亞公開賽的四強出局，又在印尼公開賽八強出局；2003年，她先後在日本公开赛和全英公開賽的決賽落敗，僅能在印尼公開賽奪冠。由於大赛经验較淺，发挥也不太稳定，謝杏芳因此落在隊中三大主力－张宁、龚睿那和周蜜之後，無緣代表國家參加雅典奧運會。

### 突飛猛進
雖然無緣奧運會，谢杏芳在2004年的表現卻突飛猛進，先後贏得中國、印尼、德國和丹麥公開賽的女單冠軍；又和张宁等隊友，帶領中国国家女子羽毛球队贏得尤伯杯冠軍。
2005年，謝杏芳首次躋身世界羽毛球錦標賽決賽，並以2比1（11-8、9-11、11-3）擊敗了奥运会和世锦赛双料冠军张宁，贏得第一枚單人項目的世界冠軍金牌；年內，她又贏得了羽毛球世界盃
、全英公開賽和德國公開賽的冠軍，並與林丹等隊友帶領中国国家羽毛球队贏得蘇迪曼盃冠軍。

### 狀態巔峰
2006年，謝杏芳成功衛冕世界羽毛球錦標賽和全英公開賽冠軍，又再度贏得香港羽毛球公开赛；此外，在團體賽方面，她也協助中国国家女子羽毛球队成功衛冕尤伯杯冠軍和多哈亚运会女團金牌。
2007年，狀態正處於巔峰的謝杏芳繼續強勢，接連贏得韓國公開賽、全英公開賽、中国大师赛、法國公開賽和香港公開賽等超级系列赛的冠军，又是中国国家羽毛球队衛冕蘇迪曼盃冠军的主力成员。

### 成績滑落
2008年，謝杏芳的成績顯著回落，在該年度的超级系列赛中，只贏得瑞士公開賽冠軍。在北京奥运会中，首次參與奧運的她成功進入女子單打的決賽，對手是衛冕金牌、年屆33歲的隊友张宁。在此之前，谢杏芳和张宁曾22次交手，雙方各勝11次，二人對戰可謂勢均力敵。這場決賽雖為中國隊同室操戈，但競爭仍十分激烈；最終谢杏芳以1比2（12-21、21-10、18-21）落敗，僅能屈居亚军。
奥运会后，谢杏芳经历了一段相对低迷的时期，僅在2009年的世界羽毛球锦标赛和亞洲羽毛球锦标赛中夺得亚军。

### 退役
謝杏芳在北京奧運會後，一直受到傷病困擾，經深思熟慮，她終在2009年開始部署退役。在第十一屆全運會的羽毛球女單四分之一決賽，謝杏芳以0-2不敵其時世界排名第一的王琳出局；這場比賽也成為她職業生涯的告別戰。同年11月，謝杏芳於上海跟隊友趙婷婷舉行退役儀式；期間，中國羽毛球隊總教練李永波，向她們頒發「突出貢獻獎」獎盃。2010年1月正式從羽毛球世界聯會註冊退役。

## 退役生活
退役後，谢杏芳出任了廣州亞運會的亚组委志愿者部招募调配办副主任，负责管理六个亚运场馆的志愿者工作。
因著與林丹的戀情，谢杏芳在退役後仍一直受到國內媒體關注；但二人只一直低調回應外界的結婚傳言。2010年12月13日，有網民遇見林谢在广州市海珠区民政局婚姻登记处登记结婚，並把照片上傳至微博廣傳，二人的婚訊才正式曝光。
2011年9月，谢杏芳開始在北京大学跟隨社会学专家王思斌教授，攻读社会学系社会工作专业的研究生課程。